# NGC 1780
NGC 1780 is een lensvormig sterrenstelsel in het sterrenbeeld Haas. Het hemelobject werd in 1886 ontdekt door de Amerikaanse astronoom Ormond Stone.

## Synoniemen
- PGC 16743
- ESO 553-1
- ESO 552-71
- MCG -3-13-70